# Heterodontosaurus
Heterodontosaurus is een monotypisch geslacht van uitgestorven herbivore, ornithischische dinosauriërs. De enige benoemde soort Heterodontosaurus tucki was één meter lang en leefde in het Vroeg-Jura in het gebied van het huidige zuidelijk Afrika.
Heterodontosaurus had voor een herbivoor tamelijk grote 'slagtanden' in boven- en onderkaak. De ruggengraat van Heterodontosaurus was verstevigd door verbeende pezen.

## Vondst en naamgeving
In 1961 werd door een gemengd Brits-Zuid-Afrikaans team onder leiding van A.J. Charig tijdens een tocht naar Basutoland, het huidige Lesotho, op een hoogte van 1890 meter bij Tyinindini, in het district Transkei van de Kaapprovincie, de schedel en onderkaken gevonden van een kleine dinosauriër.

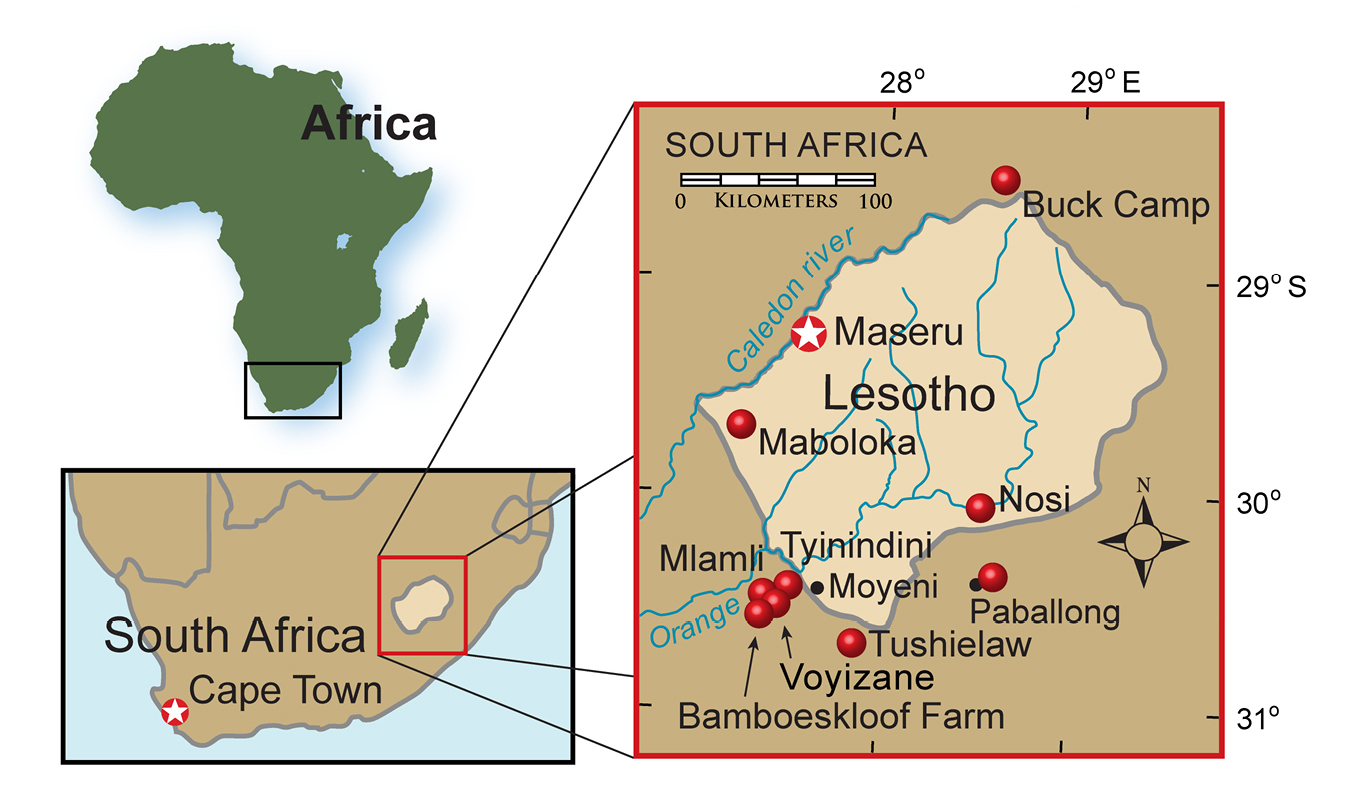
Plaatsen waar in zuidelijk Afrika heterodontosauriden gevonden zijn

De typesoort Heterodontosaurus tucki werd in 1962 benoemd en beschreven door de Zuid-Afrikaan Alfred Walter Crompton en de Brit Alan Jack Charig. De geslachtsnaam is afgeleid van het Oudgrieks ἑτεροῖος, heteroios, 'verschillend' en ὀδών, odoon, 'tand'. Het vreemde van deze dinosauriër was namelijk dat hij drie typen tanden had; de meeste dinosauriërs hebben tanden van slechts één type. De soortaanduiding eert George C. Tuck, de directeur van de Austin Motor Company die de expeditie logistiek ondersteunde.
Het holotype SAFM K337 werd gevonden in de Clarensformatie, een laag uit het Sinemurien. Het bestaat uit een snuit, de bovenkaken en de voorkant van de onderkaken. Het maakt deel uit van de collectie van het Iziko South African Museum. De eerste beschrijving was slechts voorlopig daar het specimen nog niet volledig geprepareerd was. De omringende matrix bestond uit zeer hard hematiet en pogingen die botten daaruit met een diamantzaag te bevrijden, leidden tot beschadigingen. Charig bereidde een monografie over de schedel voor, te schrijven samen met Crompton, maar bij zijn overlijden in 1997 was die, net als zoveel van zijn projecten, nog onvoltooid.
In 1966 werd door Charig op 1770 meter hoogte een tweede fossiel ontdekt, specimen SAM-PK-K1332, op de Krommespruit bij Voyizane in een laag van de Elliotformatie. Dit is veel vollediger en bestaat uit een schedel met een vrijwel compleet skelet waar alleen wat staartwervels aan ontbreken. In 1976 werd het exemplaar kort beschreven. Het postcraniaal skelet ervan werd in 1980 in detail beschreven. In 2011 beschreef David Bruce Norman ook de schedel van holotype en SAM-PK-K1332 in detail, zich ten dele baserend op de notities van Charig. Norman wees twee aanvullende fossielen aan Heterodontosaurus tucki toe: SAM-PK-K1334, een in 1966 door Charig gevonden linkerbovenkaaksbeen; en SAM-PK-K10487, een gedeeltelijke schedel van een jong dier, dat in 2008 al eens apart beschreven was. Twee andere fossielen wees Norman toe aan een Heterodontosaurus sp., wat inhoudt dat ze aan H. tucki zouden kunnen kunnen toebehoren maar ook aan een andere soort die men binnen het geslacht Heterodontosaurus zou kunnen plaatsen. Het betreft NMQR 1788, een gedeeltelijke schedel, en SAM-PK-K10488, een onderkaak met bijbehorend stuk bovenkaaksbeen.
In 2014 beschreef Peter Malcolm Galton het postcraniaal skelet.
In 2021 werd een nieuw exemplaar gemeld, AM 4766, dat informatie verschafte over de ademhaling.
In 1970 hernoemde Richard Anthony Thulborn Heterodontosaurus tot een Lycorhinus tucki. Dit heeft geen navolging gevonden.

## Beschrijving

### Grootte

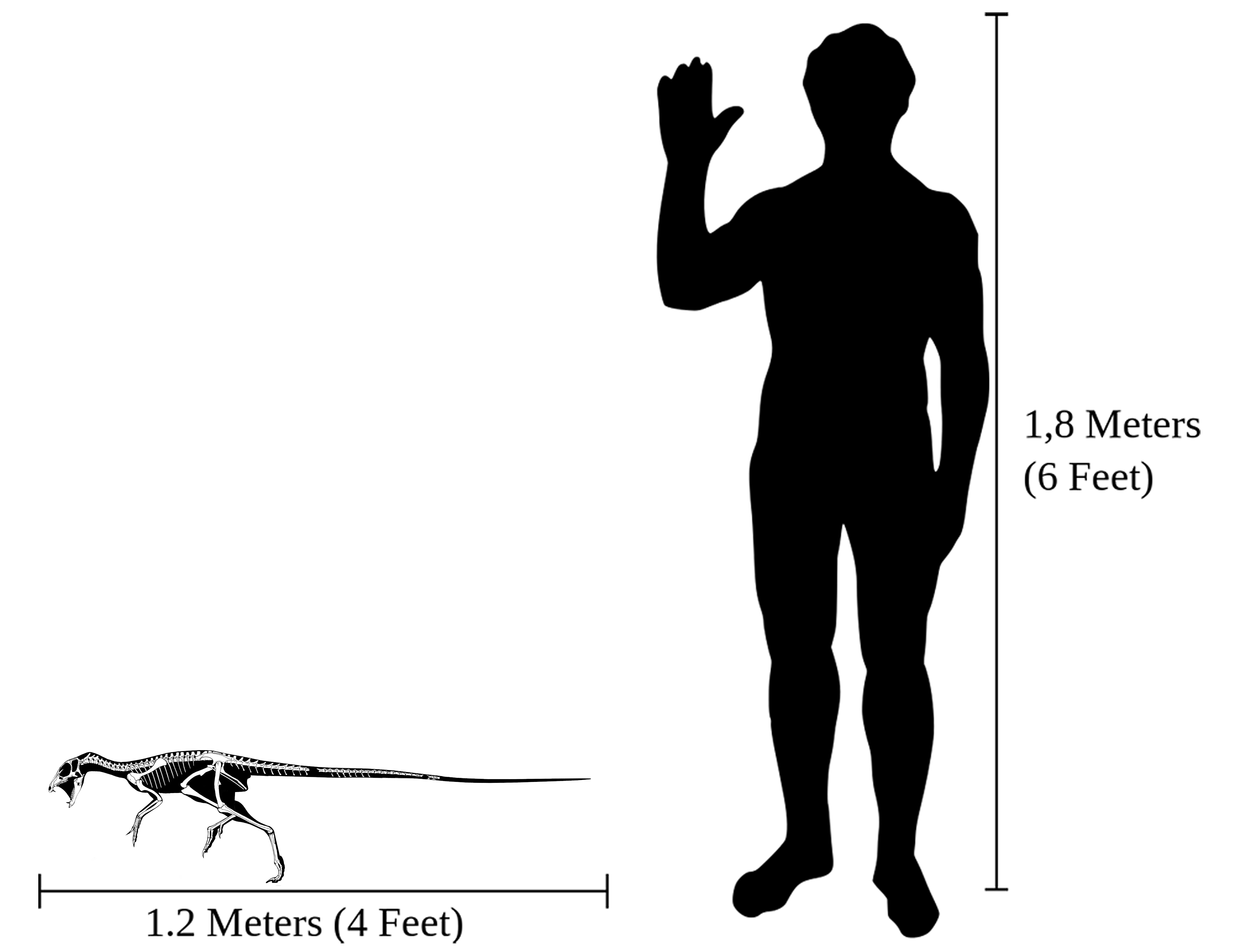
Een vergelijking in grootte met een mens

Heterodontosaurus is een vrij klein dier van ruim een meter lang. Specimen SAM-PK-K1332 zou een lengte van 118 centimeter gehad hebben, wat wijst op een gewicht van twee tot drie kilogram. Sommige resten wijzen op individuen van anderhalve meter lengte die rond de tien kilogram wogen.

### Onderscheidende kenmerken
In 2011 stelde Norman een groot aantal onderscheidende kenmerken vast. Dit weerspiegelde de vaak onvoldoende beschrijving en kennis van andere heterosaurodontiden waardoor Heterodontosaurus unieker lijkt dan in werkelijkheid het geval zal zijn geweest. De volgende kenmerken zijn autapomorfieën, unieke afgeleide eigenschappen, van de schedel en onderkaken. De tandenrij staat overdwars diep van de rand van de bovenkaak af, welke een afgeplat en verbreed plateau vormt, de onderrand van de fenestra antorbitalis uitmakend en begrensd door een dikke zijrand. De uitholling rond de fenestra antorbitalis loopt naar achteren uit in een kanaal op het buitenvlak van het jukbeen. Het quadratojugale vormt een vleugel die bijna de hele buitenzijde van het quadratum overlapt, bovenaan het squamosum rakend en onderaan net boven de gewrichtsknobbel eindigend, terwijl het met het quadratum verbonden is door middel van een nauw beenbrug. De beennaad tussen quadratojugale en jukbeen heeft de vorm van een ingesnoerde haaklas. Een smal en schuin gericht onderste uitsteeksel van het jukbeen sluit, bij een gesloten muil, nauw aan bij de buitenzijde van de onderkaak. Smalle en verticaal diepe beenplaten van het pterygoïde sluiten nauw aan bij de binnenzijde van de onderkaak, een geleidende sleuf vormend met de overeenkomende uitsteeksels van de jukbeenderen. Er zit een forse zijdelings uitstekende bult op het jukbeen. Er bevindt zich een scherp afstekende richel op de buitenzijde van het postorbitale die aansluit bij een overeenkomende richel op de bovenste buitenrand van het squamosum. Verschillende botten tonen tekenen van pneumatisering in de vorm van putjes in de processus paroccipitalis en het quadratum en holten in de jukbeenbult en de voorste interne vleugel van het bovenkaaksbeen. De vleugels van de processus paroccipitales worden doorboord door een duidelijk afgetekend aderkanaal. In de onderkaak loopt het surangulare naar voren uit in twee vingervormige takken. Het foramen surangulare vormt een langwerpig sleufvormig venster. Er bevindt zich een diepe inzinking op de buitenzijde van het angulare.
Norman gaf ook autapomorfieën van de tanden. De slagtanden in de onderkaken hebben wijd uiteenstaande afgeronde kartelingen langs het bovenste deel van hun voorrand lopen. De tanden in de bovenkaaksbeenderen en de onderkaken zijn kolomvormig met kronen die maar iets van voor naar achter of overdwars buiten de tandwortel uitsteken, zodanig dat een cingulum, tandkraag, of insnoering boven de tandwortel geheel ontbreekt. De buitenzijde van de tanden in het bovenkaaksbeen draagt drie uitstekende verticale richels die even grote, goed afstekende, uithollingen begrenzen. De binnenzijde van de tanden in de onderkaak toont een meer naar achteren gelegen verticale hoofdrichel die samen met de randen van de kroon ongelijk grote aanliggende vlakken begrenst. De uitgebreide slijtvlakken op de maxillaire en dentaire tanden zijn in het midden van de tandenrij geleidelijk meer verticaal gericht omdat de opeenvolgende tanden steeds onder een iets andere hoek afgesleten zijn.
Daarnaast verbeterde Norman de diagnose van het postcraniaal skelet uit 1980, wat de volgende autapomorfieën opleverde aangaande de delen achter de schedel. Er zijn twaalf ruggenwervels. Het heiligbeen bestaat uit zes vergroeide sacrale wervels. De voorste halswervels hebben opvallende epipofysen op de achterste gewrichtsuitsteeksels. Het opperarmbeen heeft een grote deltopectorale kam en een grote beenstijl die naar de binnenste onderste gewrichtsknobbel loopt. Het darmbeen heeft een smal facet op het aanhangsel voor het zitbeen dat lijkt op de antitrochanter bij vogels. De schacht van het zitbeen draagt op de buitenkant een langwerpige verticale richel die op middelste hoogte uitloopt in een opvallend beenplateau. Het kuitbeen is gereduceerd en onderaan met het scheenbeen vergroeid. Het sprongbeen en het hielbeen zijn vergroeid. Het vergroeide sprongbeen en hielbeen zijn weer vergroeid met het scheenbeen en kuitbeen. Er zijn drie onderste tarsalia te onderscheiden maar die zijn ieder vergroeid met de bovenvlakken van de drie middenvoetsbeenderen. Het eerste, tweede, derde en vierde middenvoetsbeen zijn met elkaar vergroeid.
Verder was er volgens Norman nog een onderscheidende combinatie van op zich niet unieke eigenschappen. Smalle en verticaal diepe beenplaten van het pterygoïde sluiten nauw aan bij de binnenzijde van de onderkaak, een geleidende sleuf vormend met de overeenkomende uitsteeksels van de jukbeenderen. De slagtanden van de snuit en de onderkaken hebben fijne, stompe, kartelingen, ongeveer zes per strekkende millimeter, langs hun achterranden lopen. De slagtanden in de snuit missen zulke kartelingen aan de voorranden. Er zijn twaalf presacrale wervels: negen in de nek en twaalf in de rug. Er zijn minstens vierendertig staartwervels. Verbeende pezen zijn alleen aanwezig langs de doornuitsteeksels van de ruggenwervels en sacrale wervels. Het schouderblad is smal en langwerpig met een verbreed boveneinde. Het opperarmbeen heeft geen groeve of fossa olecrani op de achterzijde. De ellepijp heeft een flink uitstekende processus olecrani. De hand heeft een lengte die minder bedraagt dan veertig procent van de lengte van bovenarm en spaakbeen samen. Er zijn negen polsbeenderen per pols. De eerste, tweede en derde vingers lopen evenwijdig maar de vierde en vijfde vinger zijn verkort en staan uit. Bij de tweede en derde vinger zijn de voorlaatste kootjes langer dan de eerste kootjes. Bij de middenhandsbeenderen en vingerkootjes ligt er op het voorvlak, of als de arm als horizontaal gezien wordt bovenvlak, net boven het gewricht een uitholling. De handklauwen zijn sterk gekromd en voorzien van stevige bulten voor de aanhechting van de pezen van de krommende spieren. Bij het schaambeen is het voorste uitsteeksel kort en hoog maar het hoofdlichaam zo lang als het zitbeen. Het zitbeen heeft op de voorrand geen processus obturatorius. Bij het dijbeen zijn de trochanter minor en trochanter major niet gescheiden door een kloof. De as overdwars van het ondervlak van het onderste gewricht van het dijbeen loopt schuin.

### Skelet

#### Schedel

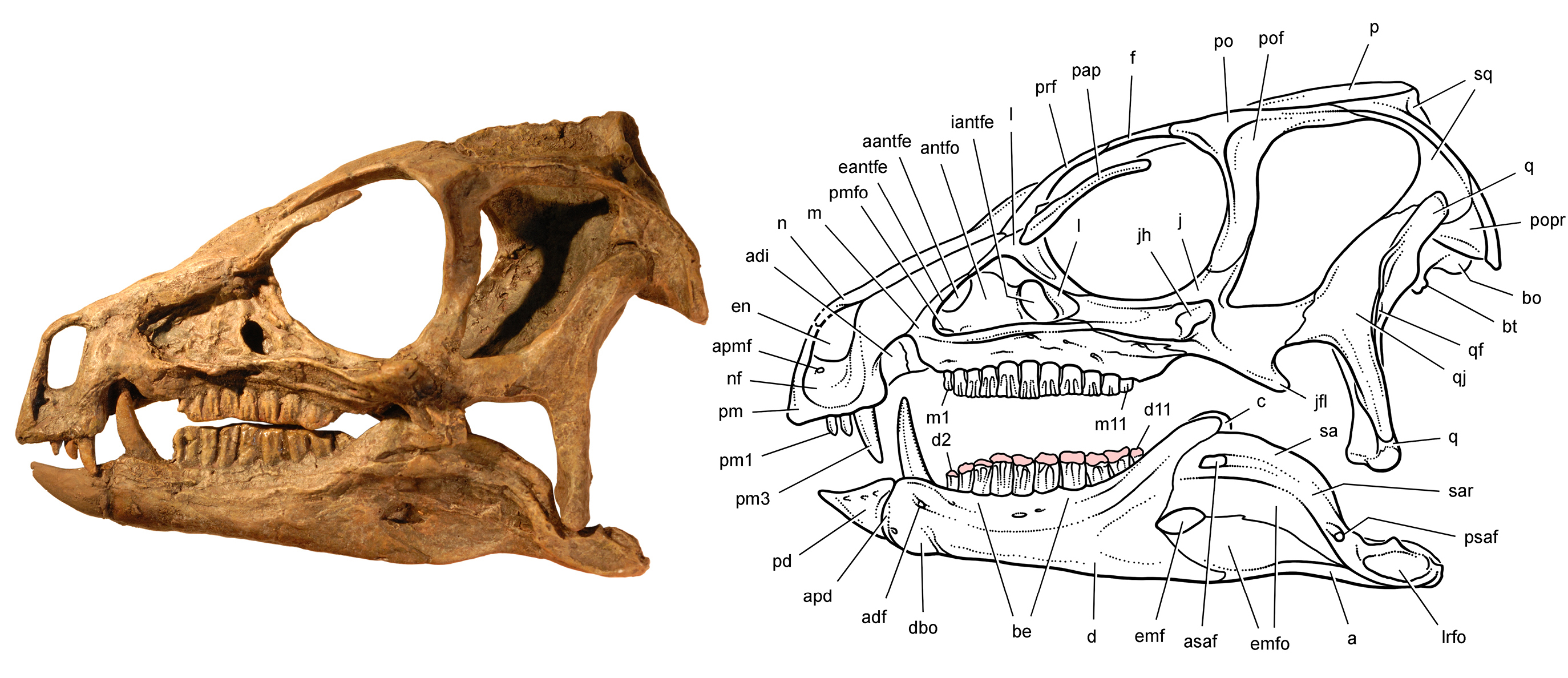
De schedel van SAM-PK-K1332

De schedel is klein maar compact en gezien de geringe grootte zwaargebouwd. In zijaanzicht is de omtrek min of meer driehoekig met een bol bovenprofiel. Het hoogste punt is de middenkam op het schedeldak; van daaruit loopt de kop geleidelijk naar voren af, waarbij de oogkas en de snuitpunt grotere bollingen vertegenwoordigen. Het achterhoofd is in zijaanzicht bol, eindigend in een haak gevormd door de vleugel van de processus paroccipitalis. Vóór die haak loopt het quadratum als achterrand golvend naar beneden, eindigend in een kaakgewricht dat duidelijk beneden het niveau van de tandenrij is gelegen. Vóór het quadratum is er een enorme inham in de onderste schedelrand, veroorzaakt door een naar achteren gericht haakvormig uitsteeksel aan de onderkant van het jukbeen, een eigenaardigheid van Heterodontosaurus: samen met een uitsteeksel uit het verhemelte werd kennelijk een sleuf gevormd die de verticale beweging van de onderkaak geleidde. Direct vóór de tandenrij ligt een kleinere inkeping, bedoeld om bij sluiting van de muil de slagtand van de onderkaak te ontvangen. Dit diasteem wordt van voren begrensd door de slagtand van de praemaxilla, het voorste snuitbot.

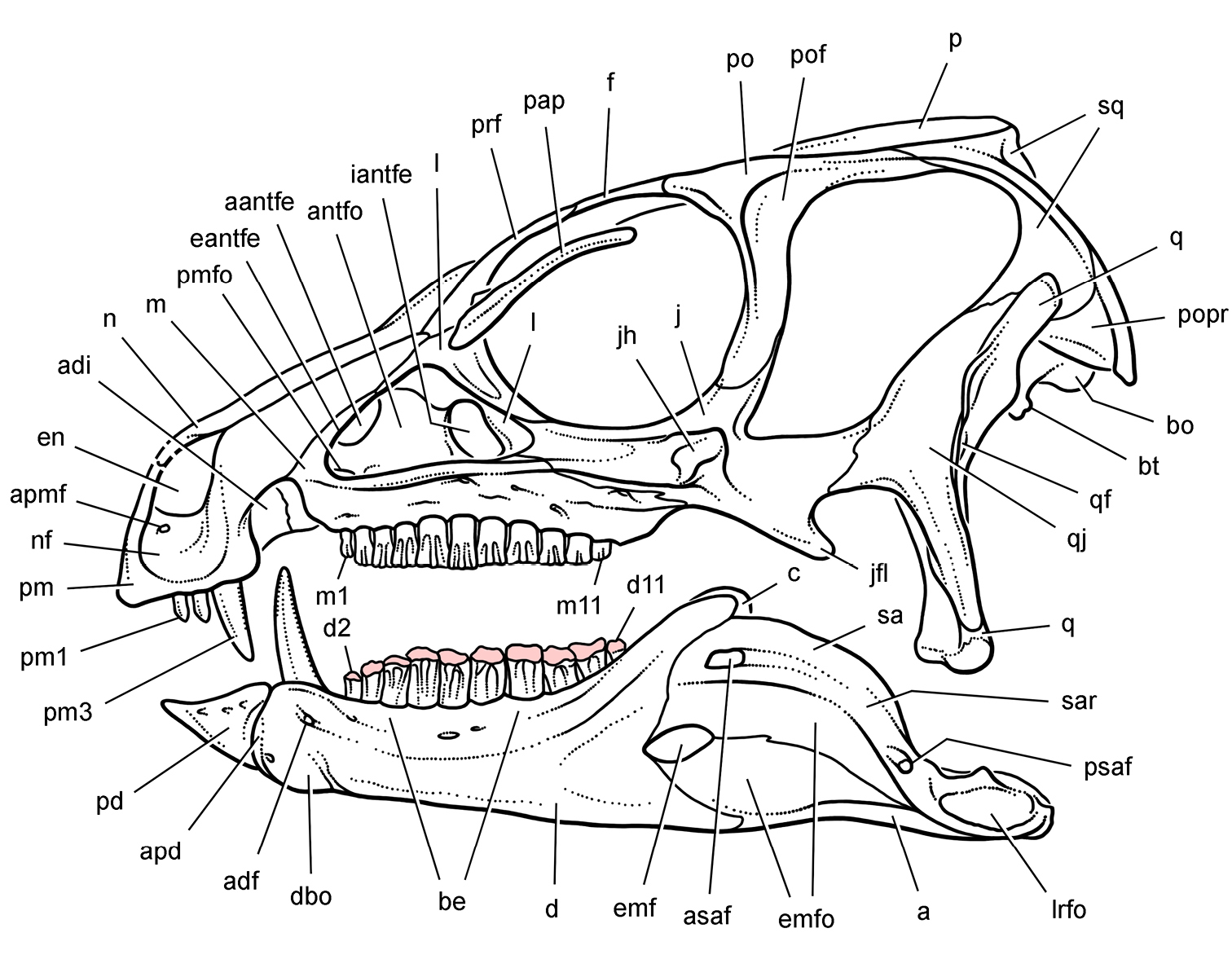
Een schedelreconstructie door Paul Sereno

Van de openingen in de schedel is de ronde oogkas de grootste. De oogkas wordt bovenaan gedeeltelijke schuin overlapt door het smalle wenkbrauwbeen of palpebrale. Voor de oogkas ligt een voor ornithischiërs vrij grote fenestra antorbitalis die echter aan de binnenzijde wordt afgesloten door een beenplaat en dus meer een fossa vormt. De plaat is op twee plaatsen doorboord door een ovale kleinere opening. Achter de oogkas heeft het onderste slaapvenster de vorm van een afgeronde parallellogram die wat naar achteren helt. Het onderste slaapvenster wordt aan de bovenkant overhangen door een richel die aan de processus paroccipitalis ontspruit en naar voren en beneden doorloopt over het postorbitale.
Ook in bovenaanzicht is de schedel ruwweg driehoekig. Er zijn echter drie insnoeringen. Terwijl de snuit verbreed is ter hoogte van de bovenste slagtanden, is het profiel direct daarachter sterk ingekeept voor de diastemen. Een nog veel sterkere insnoering leveren de oogkassen op, zij het dat het palpebrale, zeer breed in bovenaanzicht, hier juist naar buiten bolt. Een derde, geleidelijker, insnoering toont het schedeldak, achter de 'hoorntjes' van de postorbitalia. Die vormen het breedste punt van de bovenkant maar de bulten van de jukbeenderen vertegenwoordigen het breedste punt van de schedel als geheel; hun vorm en positie schijnt echter variabel te zijn. Het schedeldak is nogal lang en wordt achteraan doorboord door zeer langwerpige ovale bovenste slaapvensters. Op de snuit ligt een verzonken middengroeve tussen de neusbeenderen die meer naar voren gesloten wordt door het naar binnen bewegen van de zijranden van de neusbeenderen.

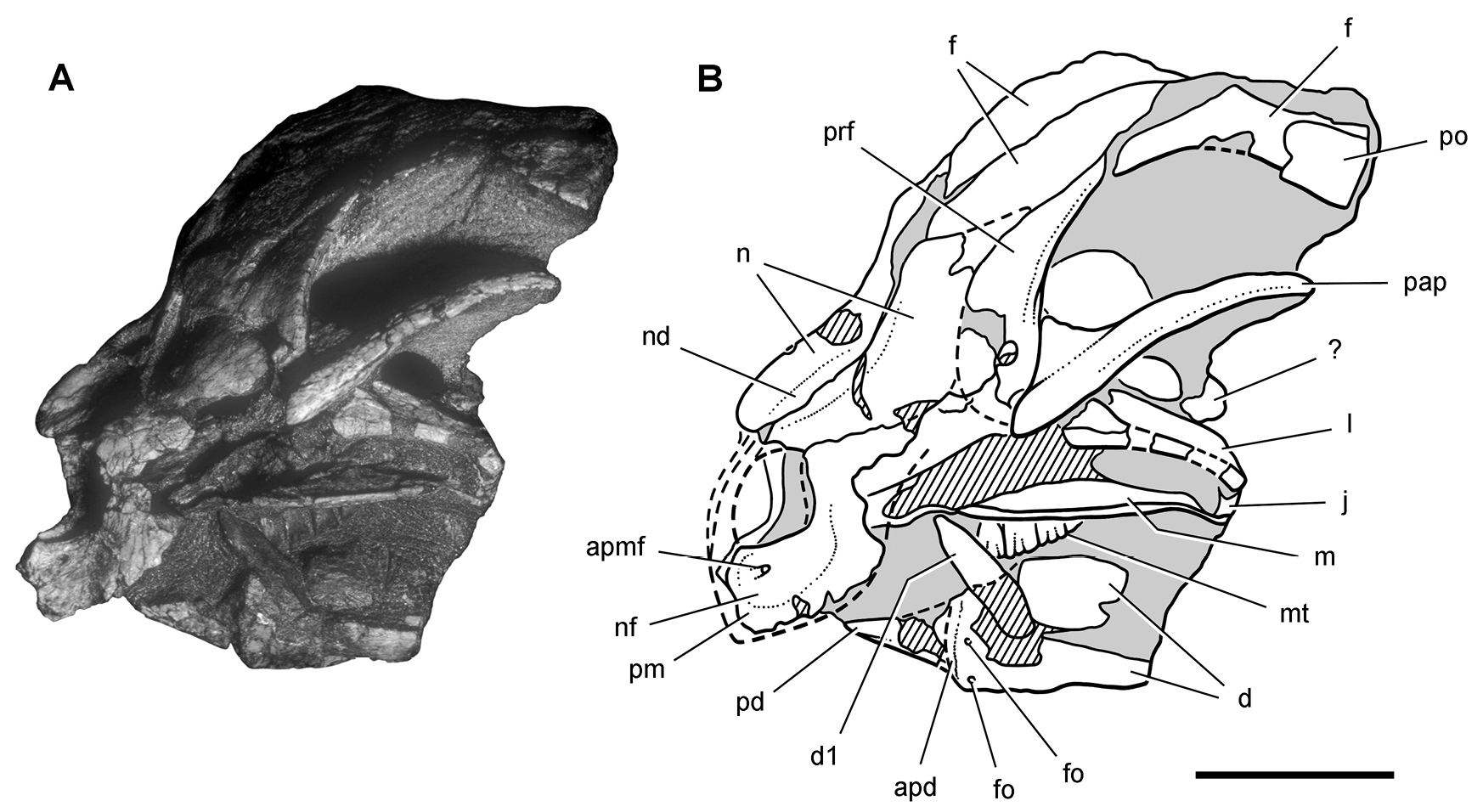
De schedel van een jong dier, specimen SAM-PK-K10487

Het voorste snuitbot, de praemaxilla, hangt af van het niveau van de tandenrij van het bovenkaaksbeen, de beenkern van een kleine bovensnavel vormend. De praemaxillae hebben een gezamenlijke structuur die intern naar achteren uitsteekt en geklemd is tussen de interne vleugels van de bovenkaaksbeenderen. Ze hebben ook bovenop een gezamenlijke brug tussen de neusgaten. De brug raakte de neusbeenderen vermoedelijk niet maar was ermee verbonden via bindweefsel. Iedere praemaxilla heeft een lang tak onder een het neusgat naar achteren lopen, helemaal tot aan het traanbeen en misschien zelfs het in een spitse punt naar voren uitstekende prefrontale. De zijkant van het hoofdlichaam wordt uitgehold door de fossa rond het neusgat. Hier bevindt zich een klein foramen dat intern via een kanaal verbonden is met een foramen op de tak naar het traanbeen. Achter de uitholling verdikt de zijwand sterk om ruimte te bieden voor de slagtand. Achter die verdikking ligt het diasteem voor de slagtand van de onderkaak waarvan de achterste helft door het bovenkaaksbeen wordt gevormd, waarvan intern een voorste tak hier door de praemaxilla als een kraag omvat wordt. De interne vleugels van de praemaxillae vormen een welvend secundair verhemelte dat in de verbreding van de snuitpunt sterk van onderen wordt ingedeukt. Het driehoekige bovenkaaksbeen draagt twaalf — bij het holotype — of elf tanden. Bij specimen SAM-PK-K10487 bevat de voorste tak een holte, wellicht van een pneumatisch karakter. De interne vleugels van de bovenkaaksbeenderen raken elkaar en omvatten de voorste uiteinden van de ploegschaarbeenderen; meer naar achteren vormen ze echter geen secundair verhemelte. De tandenrij staat af van de overkappende buitenrand van het bovenkaaksbeen, een teken dat er vlezige wangen aanwezig waren. De tandenrij bolt iets naar buiten. De binnenwand van het bovenkaaksbeen vormt een belangrijk deel van de uitholling rond de fenestra antorbitalis. Voor dit wat grotere venster, in de vorm van een vrij achterwaarts gelegen ovaal, bevindt zich een ovale fenestra maxillaris aan de bovenste voorrand van de uitholling. Opmerkelijk genoeg bevindt zich een nog kleinere opening op de positie waar bij theropoden de fenestra promaxillaris ligt; mochten deze structuren werkelijk homoloog zijn dan ondersteunt dit de mogelijkheid van pneumatisering. Het traanbeen heeft een spitse naar beneden en voren krommende tak die de praemaxilla raakt. Boven en achter de fenestra antorbitalis vormen twee beenplaten van het traanbeen een deel van de fossa. Een naar achteren krommende neerwaartse tak vormt de voorrand van de oogkas en is aan de achterzijde, ingedeukt door een trog, doorboord door het traankanaal. Ook de buitenzijde toont een trog. De binnenzijde van het traanbeen draagt een verticale richel, vermoedelijk de aanhechting voor een kraakbeenschot tussen de neusholte en de oogkas. Het jukbeen heeft een zeer afwijkende vorm. De voorste tak wordt uitgehold door een horizontale trog die een achterste uitloper is van de fossa van de fenestra antorbitalis. De trog wordt naar achteren ondieper en scheidt een bovenste richel die naar het traanbeen loopt en een onderste richel naar het bovenkaaksbeen. De trog loopt uit in een ruwe bult die van binnen hol is. De smalle achterste tak overlapt in een zigzagnaad de voorste tak van het quadratojugale. Eigenaardig is een naar onderen en wat schuin naar achteren gericht uitsteeksel met een dikke voorrand en een overdwars afgeplatte punt. Bij sluiting van de muil moet het over de zijkant van de onderkaak geschoven zijn, een sleuf vormend met een even lang uitsteeksel van het pterygoïde van het verhemelte die een zijdelingse beweging van de onderkaak verhinderde.

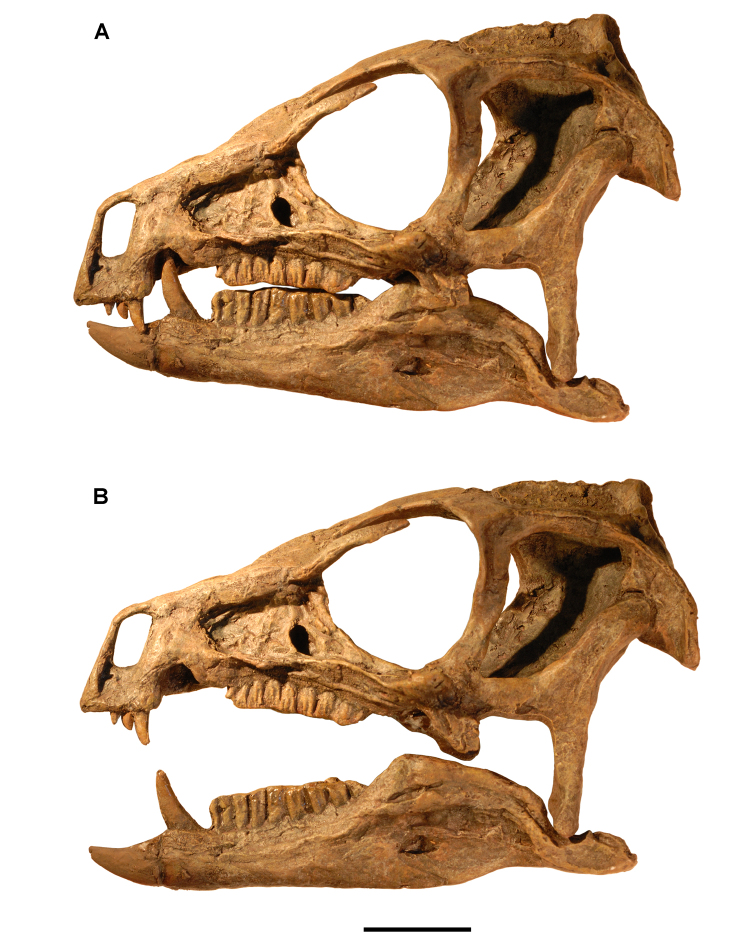
Bij sluiting van de muil schuift een uitsteeksel van het jukbeen nauw over de buitenste zijwand van de onderkaak

De neusbeenderen worden van achteren door de voorhoofdsbeenderen ingekeept en overlappen die. De achterste punt van ieder neusbeen steekt russen het voorhoofdsbeen en het prefrontale. De randen van de bovenkant van de snuit zijn licht verdikt waar neusbeenderen en de achterste takken van de praemaxillae elkaar raken. Naar voren toe krullen deze randen naar binnen om, om een trog te vormen op de middenlijn vlak achter het hiaat van de neusbrug. Het voorhoofdsbeen vormt een ruw bovenrand van de oogkas. Volgens Norman was de verruwing een aanhechting van weefsel dat van de rand naar de ruwe bovenrand van het wenkbrauwbot liep en het oog overkapte. Dit palpebrale is verbonden met een prefrontale en het traanbeen, wellicht beweeglijk. Het kromt over de oogkas maar raakt de achterrand niet, eindigend in een stompe punt. Het voorhoofdsbeen bevat intern kleine luchtholten. De voorhoofdsbeenderen zijn hecht vergroeid met de wandbeenderen die achteraan een smalle lage kam hebben op de middenlijn. Tussen wandbeen en proöticum zijn nog resten van een achterste slaapvenster, volgens Norman functionerend als een aderkanaal.
Het postorbitale is driestralig. De achterste tak draagt aan de binnenzijde een opvallende richel en aan de buitenste zijkant een beenplateau dat naar voren toe naar beneden kromt over de neergaande tak richting jukbeen, de voorrand vormend van de uitholling rond het onderste slaapvenster. Het squamosum is een complex stevig element dat de kop van het quadratum zijdelings en van achteren overkapt en het quadratojugale raakt. Afhangend vormt het de hoek van het bovenste achterhoofd. Het squamosum draagt een kromme afhangende richel die de bovenste begrenzing vormt van de achterste zijwand van de schedel. Het quadratum is een lange naar achteren gebogen cilinder. De voorkant ervan is uitgehold door een verticale trog. De enkelvoudige kop ervan is afgerond en steekt in een holte in de onderkant van het squamosum. Een lange voorste vleugel overlapt de overeenkomend vleugel van het pterygoïde, de schedelhoek hecht verbindend met het verhemelte. De grote lengte van het quadratum brengt het kaakgewricht sterk omlaag, wat de bijtkracht verhoogt. Het quadratum is om de lengteas gewrongen zodanig dat de kleinere en meer naar beneden afhangende buitenste gewrichtsknobbel iets vóór de grotere binnenste knobbel is gelegen. De zijwand is horizontaal ingekeept om een foramen paraquadraticum te vormen tussen schacht en quadratojugale. Daarboven ligt op de achterkant een ondiepe verticale groeve doorboord door een kleiner foramen waarvoor Norman een pneumatische functie vermoedde. Nog hoger is de buitenste achterrand golvend verdikt langs de beennaad van het quadratojugale, wat sterk lijkt op de toestand bij de Marginocephalia. Het quadratojugale is extreem groot voor een ornithischiër en vormt een beenplaat die bijna het hele onderste quadratum aan de buitenkant bedekt, vermoedelijk er met een kapsel hecht mee verbonden. Het dringt het quadratum van de achterrand van het onderste slaapvenster. De boventak is meer naar voren gelegen, zodanig dat de bovenschacht van het quadratum in zijaanzicht zichtbaar is. Het quadratojugale vormt de bovenrand van de grote inham tussen de gewrichtsknobbels van het quadratum en het afhangende uitsteeksel van het jukbeen.
Het achterhoofd is breed ontwikkeld maar als geheel vooral hoog. De bovenste zijkanten worden gedomineerd door enorme vleugels van de processus paroccipitales die naar achteren en bezijden uitsteken. Deze vleugels zijn wellicht gepneumatiseerd en hebben in ieder geval foramina. Daarboven liggen op de hoeken van de schedel zeer grote overkappende squamosa, het middelste schedeldak en de bovenste hersenpan tussen zich inklemmend. De buitenste randen van de processus paroccipitales alsmede de squamosa zijn verdikt, een omkadering vormend van het hele bovenste achterhoofd. Het centrale bovenste element, het supraoccipitale, vormt een beenlip op de bovenrand van het achterhoofdsgat; van daaruit loopt een middenkam omhoog. De bovenrand van het supraoccipitale steekt in de achterzijde van de wandbeenderen. Er zijn nog achterste slaapvensters, gereduceerd tot dunne sleuven tussen het supraoccipitale, de squamosa en de opisthotica. De quadrata hebben op de bovenste binnenste schacht een ruw contact met de processus paroccipitales en squamosa, wat wijst op een verbinding door een kapsel. De kop van het quadratum is echter glad en bol, passen in een holte in de onderkant van het squamosum. De schacht is gebogen en verticaal gegroefd. De voorzijde is zo diep verticaal uitgehold dat opstaande plaatvormig uitlopende randen ontstaan waarvan de buitenste contact maakt met het quadratojugale en de binnenste als een grote vleugel met het pterygoïde. De achterzijde van de schacht is aan de buitenkant ingekeept door het foramen paraquadraticum. Daarbinnen bevindt zich een uitholling die wellicht een pneumatisch karakter heeft, hoewel een interne holte lijkt te ontbreken. De schacht buigt naar voren om te eindigen in overdwars verbrede gewrichtsknobbels. Hun rotatieas loopt schuin van boven en binnen naar buiten, voren en beneden.
Het verhemelte is, net als de schedel als geheel, overdwars smal, iets wat versterkt wordt doordat de tandrijen dicht bijeen staan. Tussen de tandenrijen wordt het verhemelte naar voren toe geleidelijk smaller. Er is een plotse verbreding ter hoogte van de diastemen. Daarvóór vormen de interne vleugels van de praemaxillae een kort driehoekig secundair verhemelte. Dat loopt naar achteren uit in een smalle tong. Op de tong rusten de voorste punten van de ploegschaarbeenderen. Deze vormen een nauw beenschot tussen de interne neusgaten, de choanae. Achter ploegschaarbeenderen en choanae liggen de hecht vergroeide verhemeltebeenderen, een gewelfde plaat vormend onder de positie van de voorste oogkassen. Daar weer achter bevinden zich de pterygoïden. Vooraan hebben die zijwaarts verbrede vleugels die samen met de meer aan de buitenzijde gelegen ectopterygoïden diep afhangende robuuste beenplaten vormen die de binnenzijden van de onderkaken moeten hebben geleid, een kenmerk dat verder alleen van krokodilachtigen bekend is, bij welke echter de platen naar binnen verbonden zijn door een beenschort dat bij Heterodontosaurus afwezig is. Achter deze platen lopen de pterygoïden uit in grote verticale vleugels die de overeenkomende vleugels van de quadrata overlappen. De zo gevormde plaat is de binnenwand van de kamer voor de sluitspier. Daar weer boven heeft ieder pterygoïde een robuuste ruwe horizontale beenplaat naar binnen uitsteken; het is onduidelijk of ze via deze platen met elkaar verbonden waren. Op de platen rusten schuin naar voren afhangende lange uitsteeksels van de hersenpan, de processus basipterygoidei. De buitenranden van de uitsteeksels lopen meer naar achteren naar bezijden uit, beenplaten vormend die de onderste zijkanten van de hersenpan in zijaanzicht bedekken. De voorste binnenwanden van de uitsteeksels lopen samen om een basis te vormen voor de voorste punt van de hersenpan.

#### Onderkaken
De onderkaak loopt naar voren taps toe. De onderkaken zijn van voren bedekt door een gezamenlijk driehoekig centraal element, het predentarium, de beenkern van de ondersnavel. Het os dentale of dentarium van de onderkaak, het tanddragend element, is opvallend hoog en zwaargebouwd. De bovenrand ervan kromt naar achteren omhoog in een processus coronoides dei zijn hoogste punt heeft onder de positie van de achterkant van de oogkas — althans als de muil gesloten is. De tandenrij staat van de buitenwand af door een halvemaanvormige inham, zijdelings uitlopend in een beenplateau. Dit is een teken dat een vlezige wang aanwezig was. Het achterdeel van de onderkaak is veel minder krachtig gebouwd. In dit stuk is vooral het angulare groot en hoog, met een grote uitholling op de zijkant waarvan de onderzijde begrensd wordt door een dikke beenwal aan de onderrand van de kaak en de bovenzijde door een verdikte onderste voorste tak van het surangulare. Vooraan ligt in deze uitholling een klein zijvenster dat naar voren doorloopt tot de positie van de beennaad met het dentarium. Het surangulare is veel lager en bestaat vooraan uit twee voorste takken die bol omhoog krommen als achterrand van de processus coronoides. De takken zijn gescheiden door een langwerpige groeve die intern doorloopt tot in de holte voor de sluitspier. Die holte is goed ontwikkeld; ervoor ligt een klein rond foramen Meckelianum op de grens tussen het prearticulare en het daar voorgelegen spleniale, de beenderen die de binnenkant van de onderkaak uitmaken. De bovenrand van het surangulare duikt meer achterwaarts plots naar beneden richting een diep gelegen ondervlak van het kaakgewricht. Het surangulare vormt met het articulare en prearticulare een robuust, recht naar achteren uitstekend retreoarticulair uitsteeksel voor de spier die de kaak opent.

#### Tanden

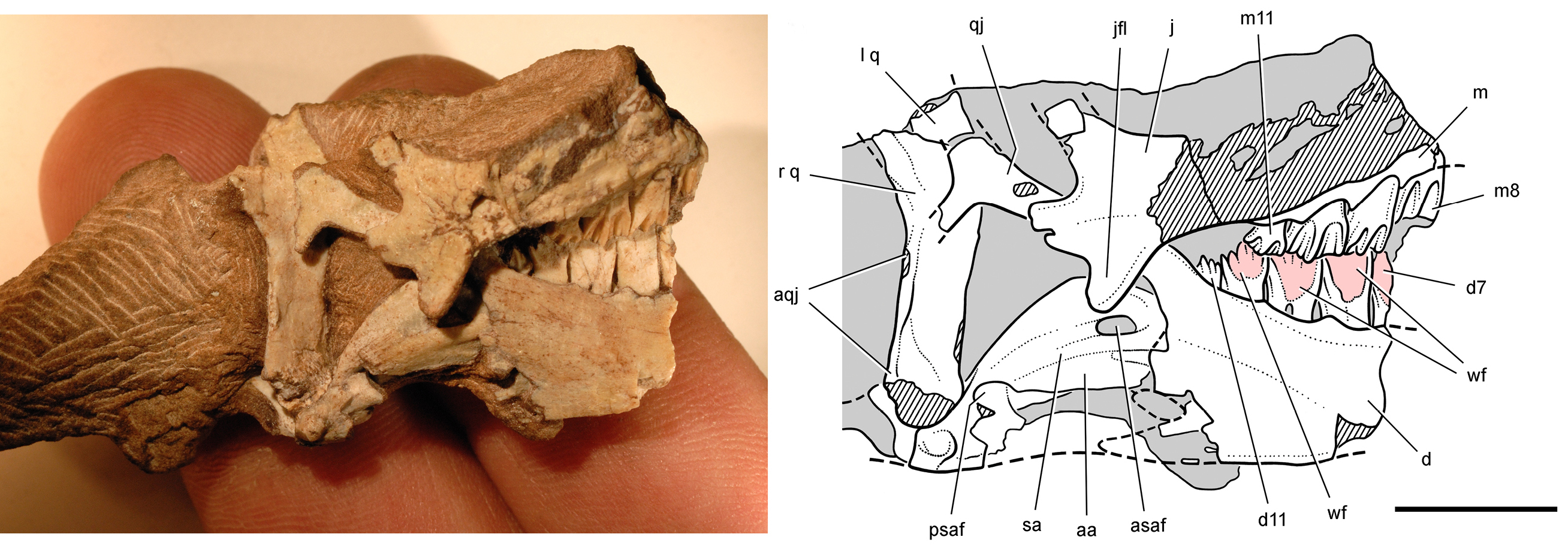
Jong exemplaar AMNH 24000 met vervangingstanden

De afhangende voorste snuitpunt is tandeloos; hierop volgens twee rechte kleine tanden, een slagtand, het diasteem en uiteindelijk een reeks van elf nauw aaneengesloten afgesleten maxillaire tanden. Van de maxillaire tanden zijn de middelste het grootst. De maxillaire tanden zijn rechthoekig met een licht bolle buitenkant die bestaat uit dik email. In de onderkaken is het predentarium tandeloos. De eerste dentaire tand is de slagtand; bij sluiting van de muil raakte die de slagtand van de bovenkaak niet. De dentaire tanden lijken op de maxillaire tanden maar hier is het email aan de binnenkant het dikst.
Thulborn dacht in 1970 dat de tanden in één keer gewisseld werden. Tijdens een winterslaap waarin niet gegeten werd, zou het dier ieder jaar een nieuw gebit hebben laten groeien. De meeste dinosauriêrs vervangen in golven hun tanden in een continu proces. Die golf is ook waarneembaar in de vervangingstanden in het kaakbeen. Thulborn kon echter helemaal geen vervangingstanden vinden. De hypothese van Thulborn werd door andere onderzoekers verworpen. Later bleek eerst dat al zeer jonge dieren vervangingstanden hebben en in 2011 werd zulke tanden ook bij volwassen dieren beschreven. De vrij gave tandenrijen die volwassen exemplaren tonen, zouden gehandhaafd kunnen zijn door een continue snelle vervanging van slechts die tanden die versleten waren. Als de tanden uitkwamen, waren ze driehoekig maar dat sleet al snel tot een vlak profiel.

#### Postcrania

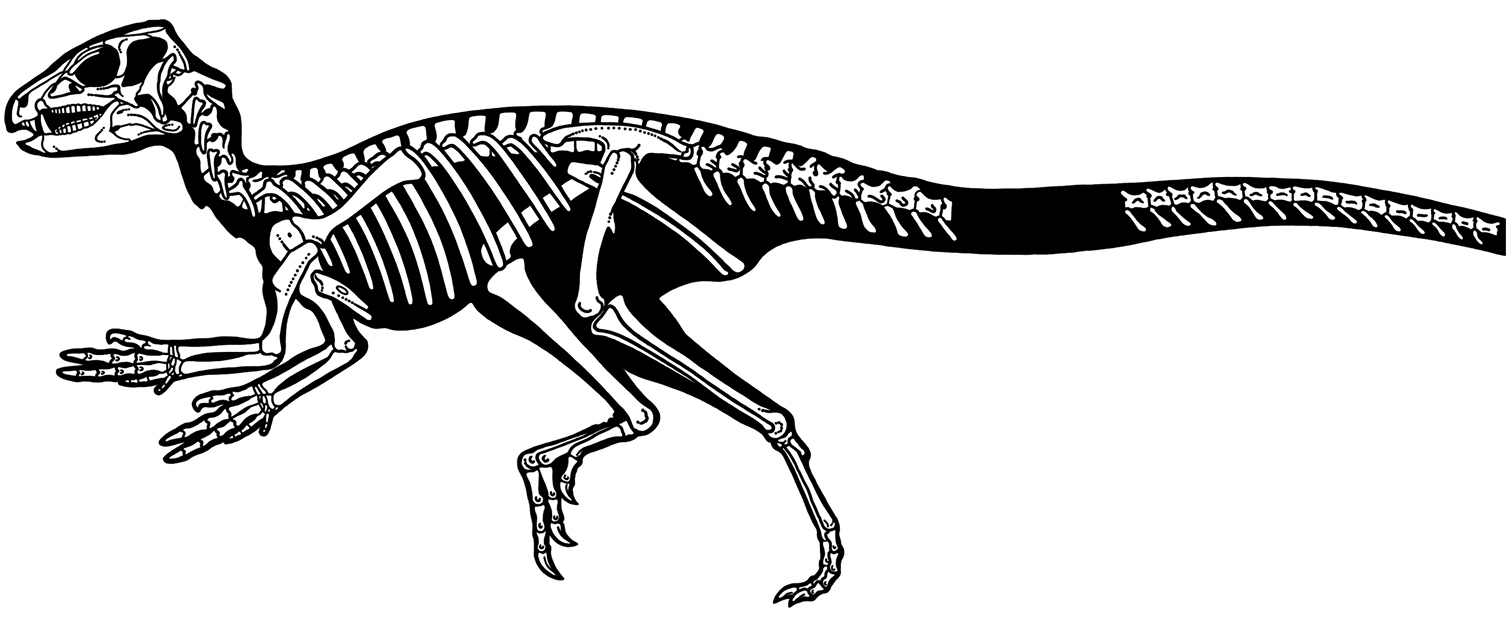
Skeletdiagram van specimen SAM-PK-K1332

De wervelkolom bestaat uit negen halswervels, twaalf ruggenwervels, zes sacrale wervels en naar schatting vierendertig tot zevenendertig staartwervels. De rug is verstijfd door evenwijdige verbeende pezen. Die lijken echter op de staartbasis te ontbreken. Geen van de wervels is gepneumatiseerd.

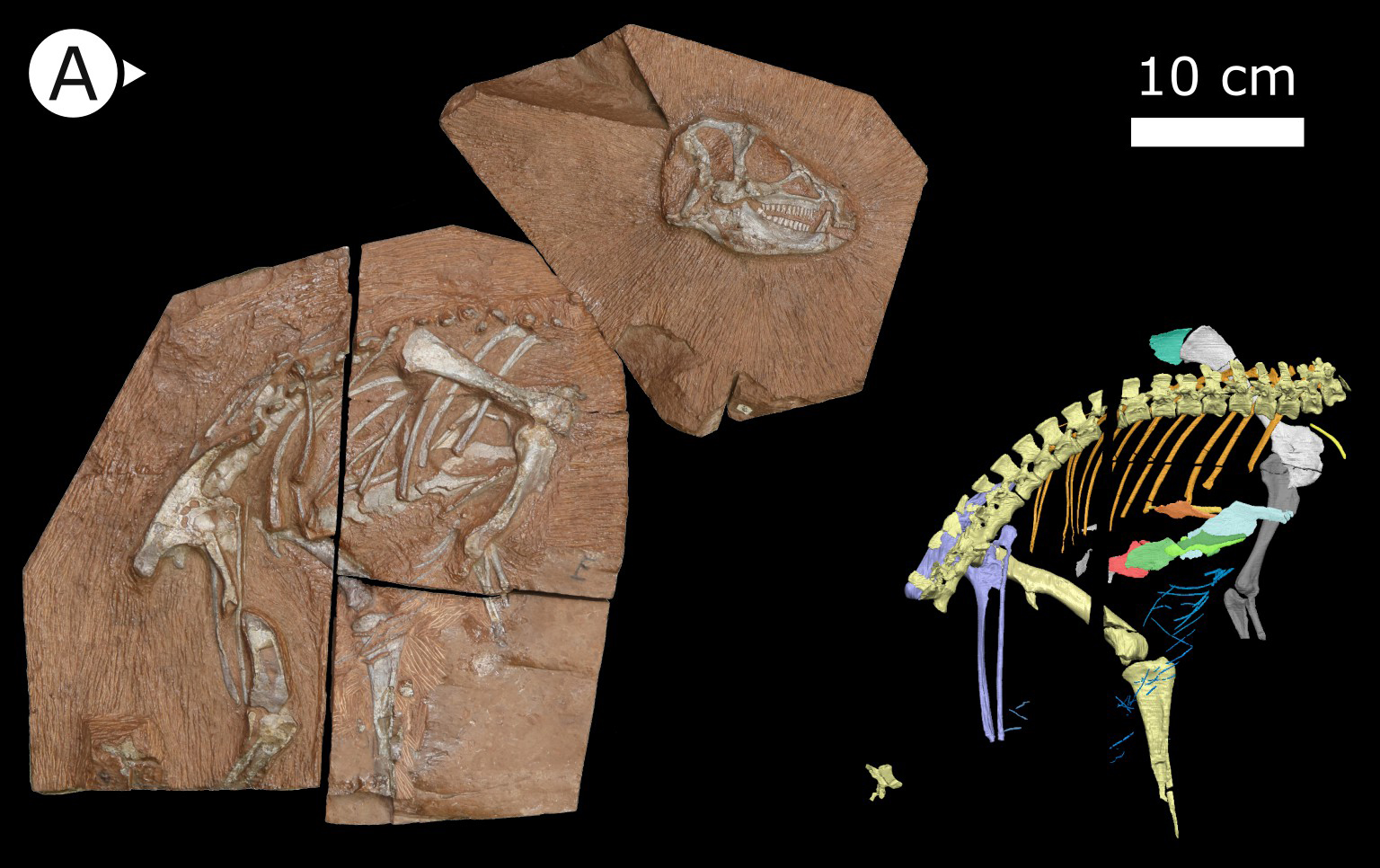
AM 4766 met buikribben

De studie uit 2021 beschreef een voor Ornithischia zeer afwijkende schoudergordel en borstkas. Het schouderblad wordt overkapt door een verbeende parascapula die verder alleen van Parksosaurus bekend is. De ribben zijn peddelvormig. De borstbeenderen hebben de complexe vorm van theropoden. Ze zijn via uitsteeksels en sternale ribben aan de borstkas verbonden. Dat maakt een verbeterde longfunctie mogelijk. Daarnaast is er een korf van buikribben ofwel gastralia. Die zijn nooit eerder bij Ornithischia ontdekt.
De armen zijn vrij robuust en lang, met zeventig procent van de lengte van de achterpoten. De onderarm heeft weer zeventig procent van de lengte van de bovenarm. De hand is groot, bijna even lang als het opperarmbeen. De hand heeft vijf vingers waarvan de eerste drie grote klauwen dragen. De vijfde vinger is sterk gereduceerd. De formule van de vingerkootjes is 2-2-4-3-2.
Het bekken is smal, met een schuin naar achteren gericht lang schaambeen.
De achterpoten zijn lang, met een lang onderbeen. Dat is bovenaan met de bovenste enkelbeenderen vergroeid tot een tibiotarsus. De onderste enkelbeenderen zijn met de middenvoet vergroeid tot een tarsometarsus. Deze vergroeiingen zijn typisch voor afgeleide Theropoda en zijn verder niet van Ornithischia bekend. Er zijn drie dragende tenen. De vijfde teen is geheel gereduceerd. De voetklauwen zijn groot en gekromd.

## Fylogenie
De verwantschap van de groep waartoe Heterodontosaurus behoort, de Heterodontosauridae, is zeer omstreden. Volgens de klassieke opvatting behoren ze tot de Ornithopoda, maar de vondst van Yinlong lijkt erop te wijzen dat ze verwant zijn aan de Marginocephalia binnen de Heterodontosauriformes. Nog latere analyses wijzen erop dat ze zeer basale ornithischiërs zijn. In 2017 leidde de beschrijving van Norman, met zijn vele homologe of parallelle kenmerken met theropoden, ertoe dat analyses de Ornithischia met de Theropoda verenigden in de Ornithoscelida. Ook deze hypothese is zeer omstreden. Problematisch is de mogelijkheid dat heterodontosauriden basale Saurischia zijn die hun overeenkomsten met Ornithischia parallel ontwikkeld hebben doordat ze planteneters werden.
De interne fylogenie van de Heterodontosauridae is minder problematisch. Het volgende kladogram toont de positie van Heterodontosaurus in de evolutionaire stamboom volgens de analyse van Sereno uit 2012.
|  | Echinodon  |
|  |            |
|  | Fruitadens |
|  |            |
|  | Tianyulong |
|  |            |

|  | Pegomastax |
|  |            |
|  | Manidens   |
|  |            |

|  | Abrictosaurus     |
|  |                   |
|  | Heterodontosaurus |
|  |                   |

|  | Pegomastax |
|  |            |
|  | Manidens   |
|  |            |

|  | Abrictosaurus     |
|  |                   |
|  | Heterodontosaurus |
|  |                   |

|  | Pegomastax |
|  |            |
|  | Manidens   |
|  |            |

|  | Abrictosaurus     |
|  |                   |
|  | Heterodontosaurus |
|  |                   |

|  | Pegomastax |
|  |            |
|  | Manidens   |
|  |            |

|  | Abrictosaurus     |
|  |                   |
|  | Heterodontosaurus |
|  |                   |

|  | Echinodon  |
|  |            |
|  | Fruitadens |
|  |            |
|  | Tianyulong |
|  |            |

|  | Pegomastax |
|  |            |
|  | Manidens   |
|  |            |

|  | Abrictosaurus     |
|  |                   |
|  | Heterodontosaurus |
|  |                   |

|  | Pegomastax |
|  |            |
|  | Manidens   |
|  |            |

|  | Abrictosaurus     |
|  |                   |
|  | Heterodontosaurus |
|  |                   |

|  | Pegomastax |
|  |            |
|  | Manidens   |
|  |            |

|  | Abrictosaurus     |
|  |                   |
|  | Heterodontosaurus |
|  |                   |

|  | Pegomastax |
|  |            |
|  | Manidens   |
|  |            |

|  | Abrictosaurus     |
|  |                   |
|  | Heterodontosaurus |
|  |                   |

## Levenswijze

### Voedsel
Heterodontosaurus deelde de verschillende habitats waar hij voorkwam met andere kleine plantenetende dinosauriërs als Lesothosaurus, Lycorhinus, Abrictosaurus, Pegomastax en Geranosaurus. De soortenrijkdom van deze vormen suggereert een nicheverdeling om voedselconcurrentie te voorkomen maar het is onzeker wat het verschil in dieet precies was.
Heterodontosaurus is traditioneel gezien als een planteneter die zijn lange achterpoten gebruikte om te vluchten voor roofdieren. De nieuwe beschrijving van Norman suggereerde echter een omnivoor dieet, aangevuld met vlees. De slagtanden, voorzien van een snijrand, zouden dan een rol gespeeld hebben in het doden van een prooi. Dat zou bevestigd worden door het feit dat jongen al slagtanden bezaten, wat niet past bij een functie als pronkorgaan en verder door de scherpe handklauwen en voetklauwen. De lange achterpoten zouden ook ingezet kunnen zijn voor het achtervolgen van prooidieren.
Sereno vond dit alles in 2012 onwaarschijnlijk. De hoornsnavel, de vorm van de tanden en de wangen zijn typische aanpassingen aan een vegetarisch dieet. Dat de achterste tanden op één lijn lagen, zou het kauwen van taai voedsel hebben mogelijk gemaakt. De slagtanden hebben bij de verschillende heterodontosauriden steeds een aparte vorm, wat erop wijst dat ze gebruikt werden als pronkorganen en niet eenzelfde carnivore functie deelden. Hij vermoedde een levenswijze als bij de huidige navelzwijnen. De korte kop maakte wel een krachtige beet mogelijk maar daarmee zouden knollen of wortels zijn verwerkt. In 2023 meldde een studie de aanwezigheid van versterkt dentine in de tanden, het oudste dat van een ornithischiër bekend is.

### Voortbeweging
Heterodontosaurus werd eerst onder de Ornithopoda gerekend en daarvan zijn velen viervoeters. In 1980 stelde Albert Santa Luca dat Heterodontosaurus ook voornamelijk op vier poten gelopen had. Daarop zouden de sterke lange armen wijzen en de aanzienlijke voorste kromming van de ruggengraat. Pools onderzoeksters sloten zich hierbij aan. Gregory S. Paul illustreerde Heterodontosaurus zelfs galopperend.
Latere onderzoekers zagen Heterodontosaurus primair als een tweevoeter, ook bij lage snelheden. Daarop wijst mede de geringe slijtage van de handklauwen. De sterke armen kunnen gebruikt zijn om te grijpen of te graven. Mogelijkerwijs zou het dier soms op de armen gesteund hebben bij het eten van voedsel op grondhoogte.

### Ademhaling

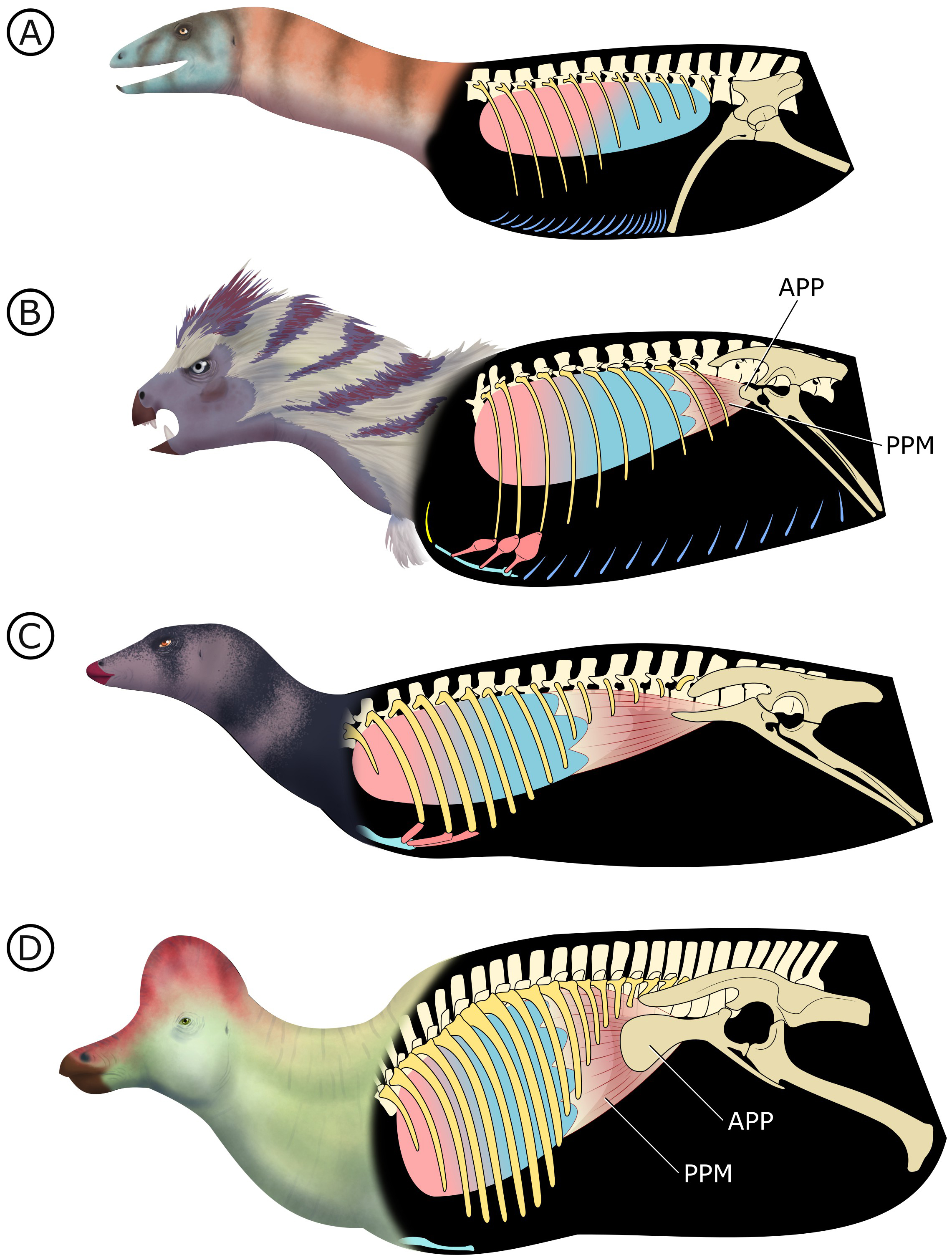
De in 2021 veronderstelde ontwikkeling van het ademhalingssysteem van de Ornithodira uit, via Heterodontosaurus en Thescelosaurus, naar Corythosaurus

Dinosauriërs zijn warmbloedig en hebben een regelmatige toevoer van veel zuurstof nodig voor hun hoge stofwisseling. Saurischia hebben daartoe een zeer gevanceerd systeem van luchtzakken die verse lucht steeds in één richting door stijve longen pompen. De luchtzakken worden op hun beurt aangedreven door contracties van de borstkas waarbij de borstbeenderen van voor naar achter bewegen en de druk op de achterste luchtzak wordt overgedragen door een korf van buikribben. De luchtzakken hebben vaak weer uitlopers in de wervels die erdoor uitgehold worden in een proces van pneumatisering. Bij Ornithischia is van zulke aanpassingen gemeenlijk nauwelijks een spoor te vinden wat de vraag heeft opgeroepen hoe hun ademhalingssysteem werkte.

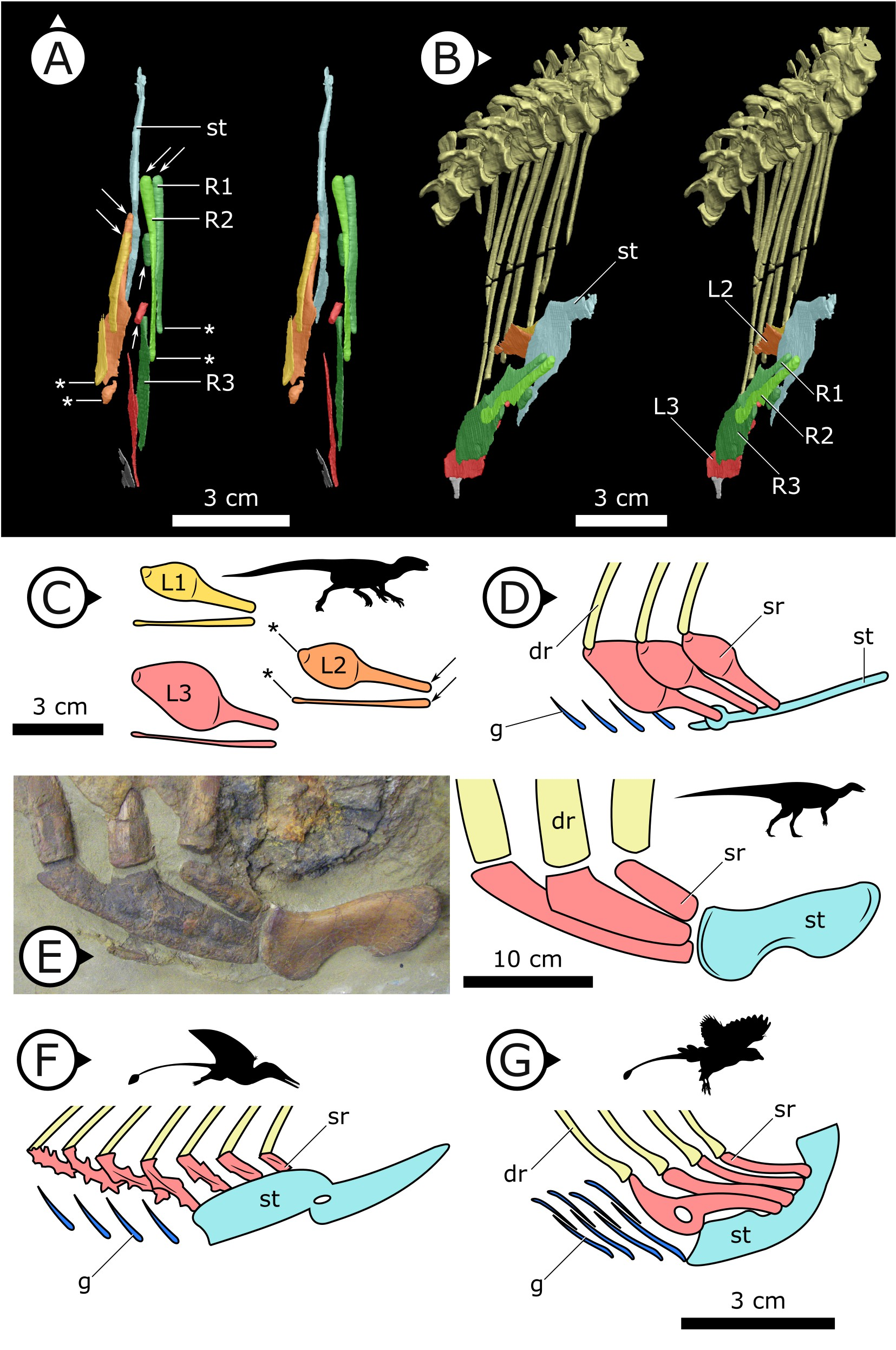
De ontwikkeling van de sternale ribben bij de Ornithodira

Volgens de studie uit 2021 laat Heterodontosaurus, die zelf ook duidelijk warmbloedig was, een overgang zien in de twee ademhalingssystemen. Heterodontosaurus zou nog een beweeglijke borstkas en buikribben bezeten hebben maar die laatste waren al gereduceerd ten opzichte van de situatie bij de Saurischia. In plaats daarvan zou het voorste schaambeen een uitsteeksel ontwikkeld hebben, een processus praepubicus anterior waaraan een speciale spier aangehecht zou zijn, de musculus puberoperitonealis. Die spier zou de ademhaling ondersteund hebben en bij latere Ornithischia dominant geworden zijn met een verlies van de beweeglijke borstbeenderen ten gevolg.

### Seksuele dimorfie
Het werd door Thulborn gesuggereerd dat de in dezelfde formatie gevonden Abrictosaurus het wijfje van Heterodontosaurus was en dat er dus sprake was van seksuele dimorfie. Norman beschouwde Abrictosaurus in 2011 echter als een apart taxon. Het zou echter kunnen dat het blijkbare gebrek aan slagtanden bij het holotype van Abrictosaurus een aanwijzing is dat de wijfjes bij heterodontosauriden in het algemeen geen slagtanden hadden. Dit is echter onwaarschijnlijk daar er zo weinig van zulke schedels gevonden zijn. ze zouden ongeveer de helft van de ontdekte exemplaren moeten uitmaken maar het holotype van Abrictosaurusa is het enige goede voorbeeld.

### Groei
De vondst van jonge individuen, soms met schedels die maar vijfenveertig millimeter lang zijn wat wijst op een lichaamslengte van een kleine halve meter, maakt het ten dele mogelijk het rijpingsproces te volgen. Jongen hadden relatief grote oogkassen. Hun snuit was vrij kort en telde minder tanden. De tanden hadden echter geen andere vorm wat suggereert dat hun dieet niet afweek.